# .vi
.vi es el dominio de nivel superior geográfico (ccTLD) para Islas Vírgenes de los Estados Unidos.